# 北京市东城区史家胡同小学

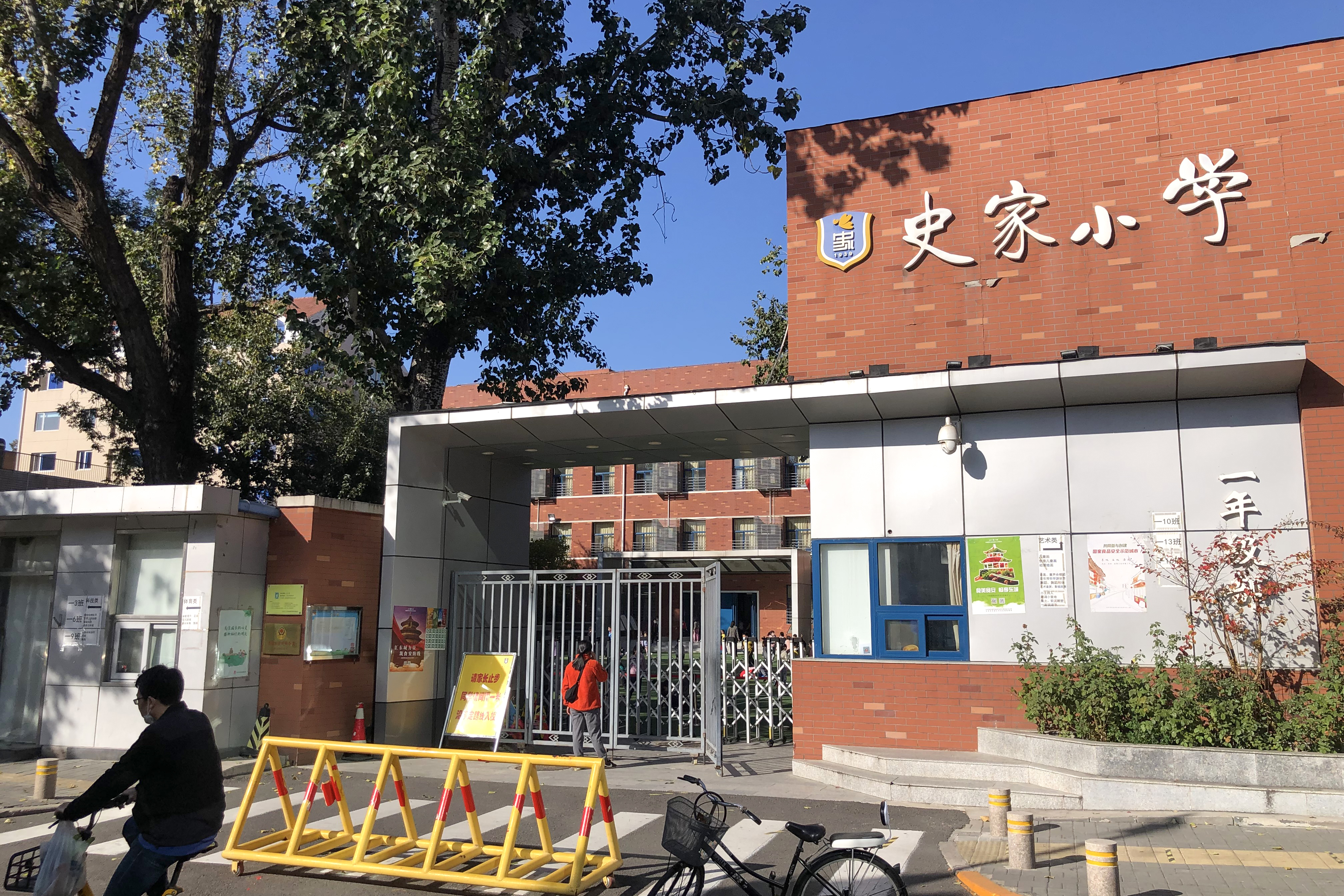
一年级部（原遂安伯小学）

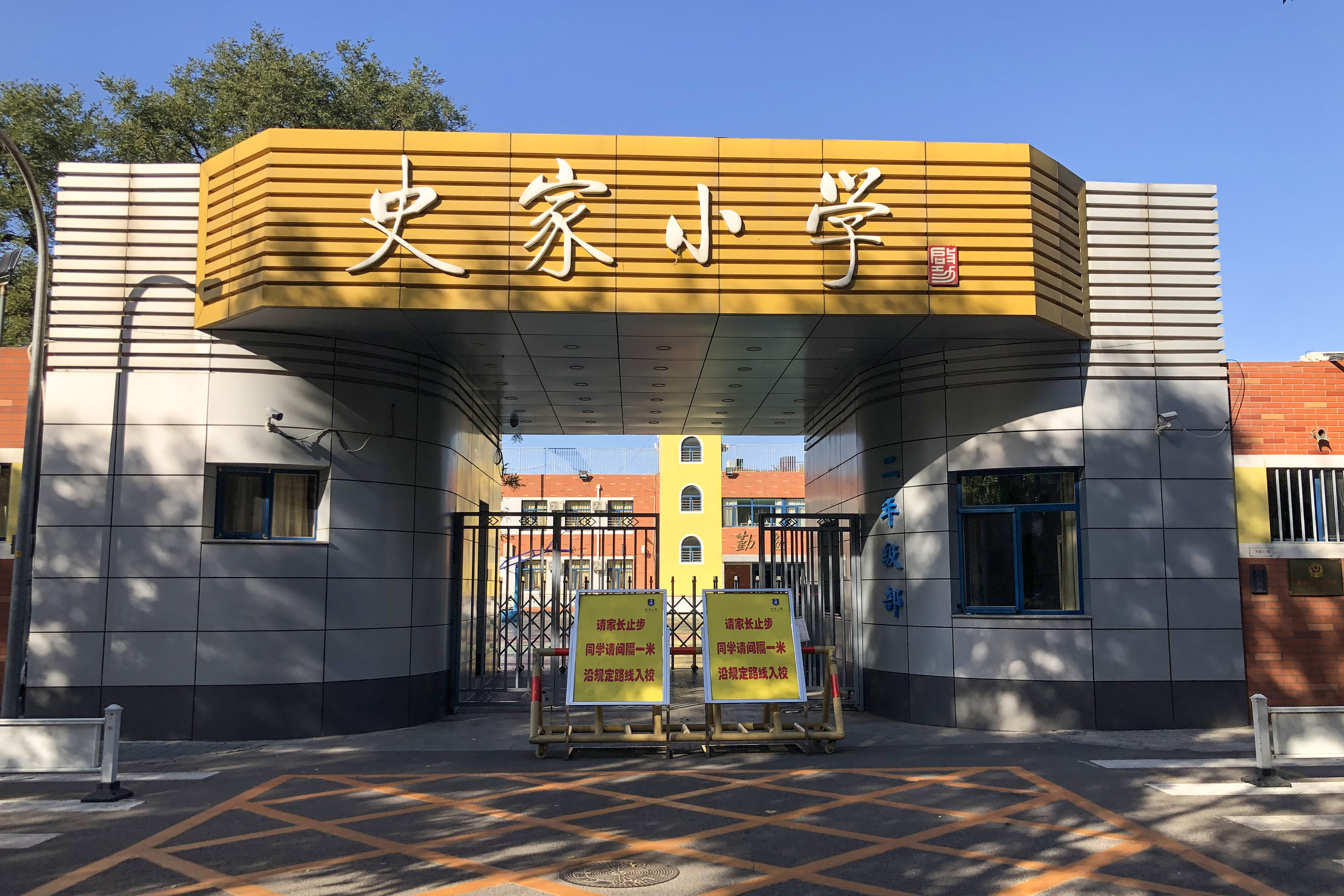
二年级部

北京市东城区史家胡同小学，简称史家胡同小学、史家小学，是中国北京市东城区的一所小学，成立于1939年，目前有三个校区。

## 历史
1939年，史家胡同小学在北平市立第二中学（此前已迁入内务部街）旧址成立，由史家胡同短期训练班（1936年成立）和内务部街短期小学、北平市立三基中小学（小学部）合并而成:397。1966年，该校曾因文化大革命更名为红日小学，1972年恢复史家胡同小学名称:397。
2002年，因史家胡同小学原址不敷应用，加之北京地铁5号线施工的潜在影响，东城区政府决定为该校另建新校区，位于朝阳门内南弓匠营胡同的新校区于当年开始兴建，校舍由北京墨臣建筑设计事务所设计，2005年5月作为史家小学中高年级部校区启用，既有史家胡同校址成为低年级部。
2014年，位于金宝街65号的遂安伯小学并入史家小学，成为史家小学一年级部。

## 分校
2009年9月，史家小学在通州区玉桥街道成立通州分校。
2014年，位于东直门街道的曙光小学被纳入史家教育集团，更名为史家实验学校。
2023年9月，河北雄安新区管理委员会委托史家小学开展办学和运营的雄安史家胡同小学启用，2024年8月将容城县容城镇上坡小学收编，改为雄安史家胡同小学（上坡校区）。

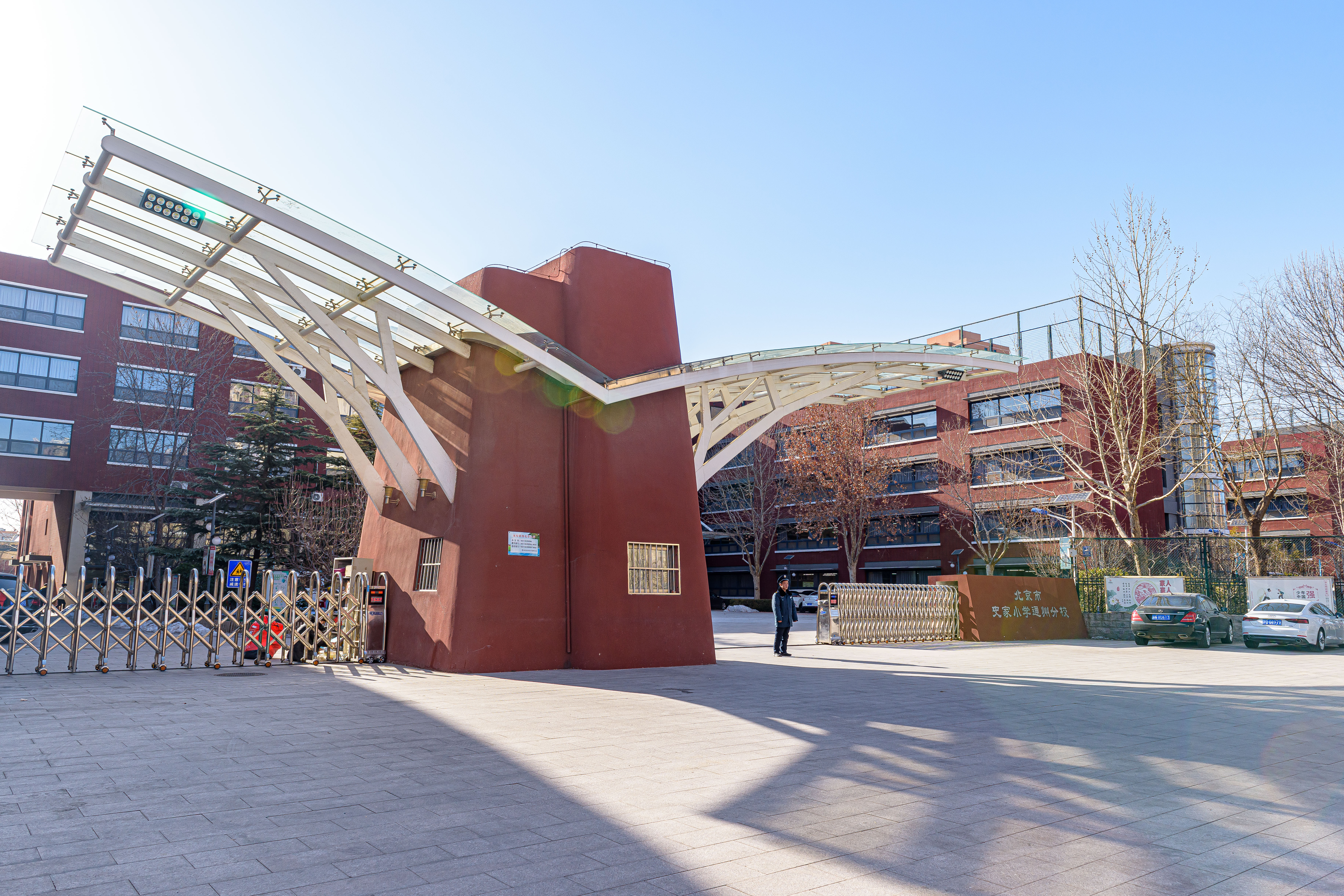
史家小学通州分校
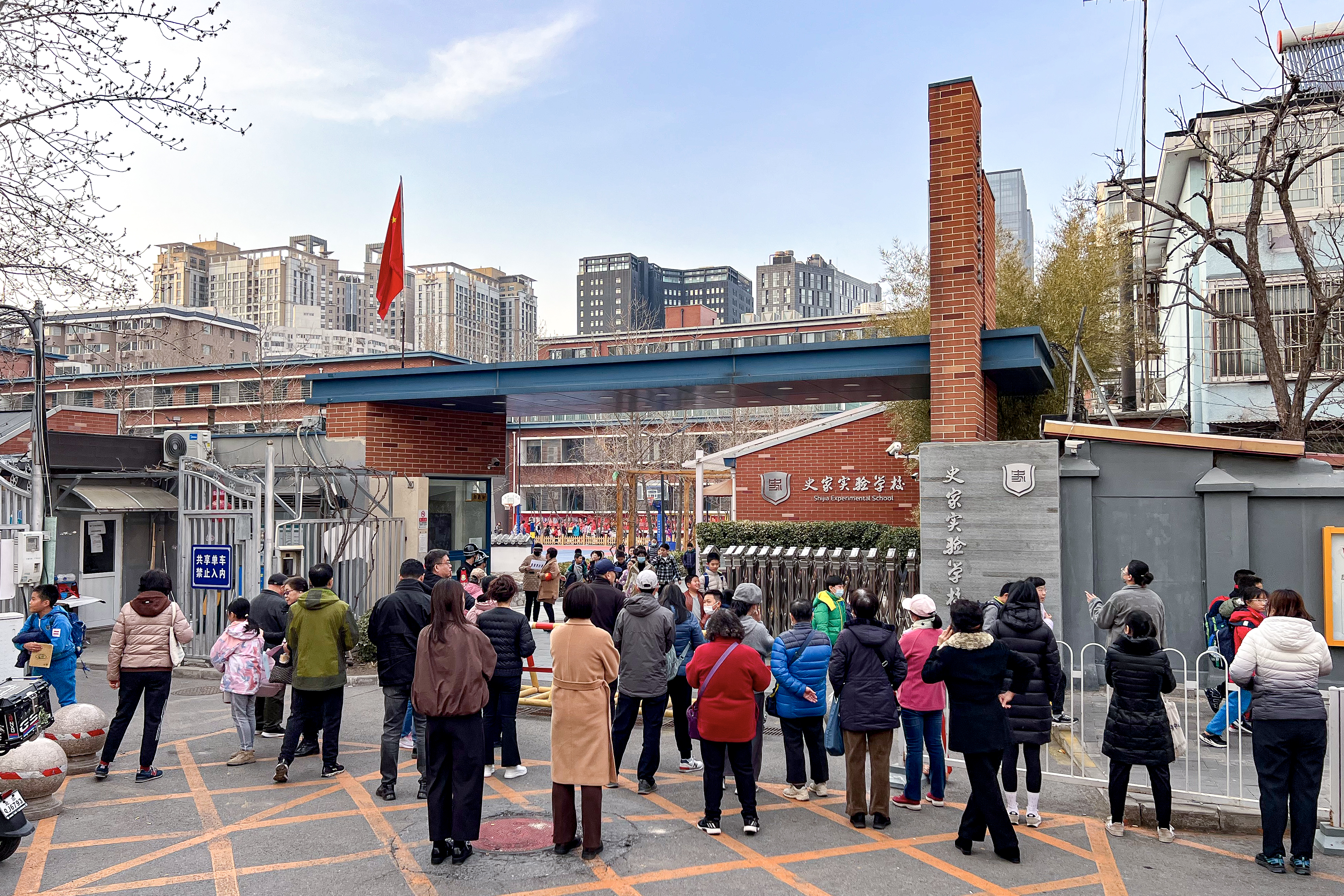
史家实验学校
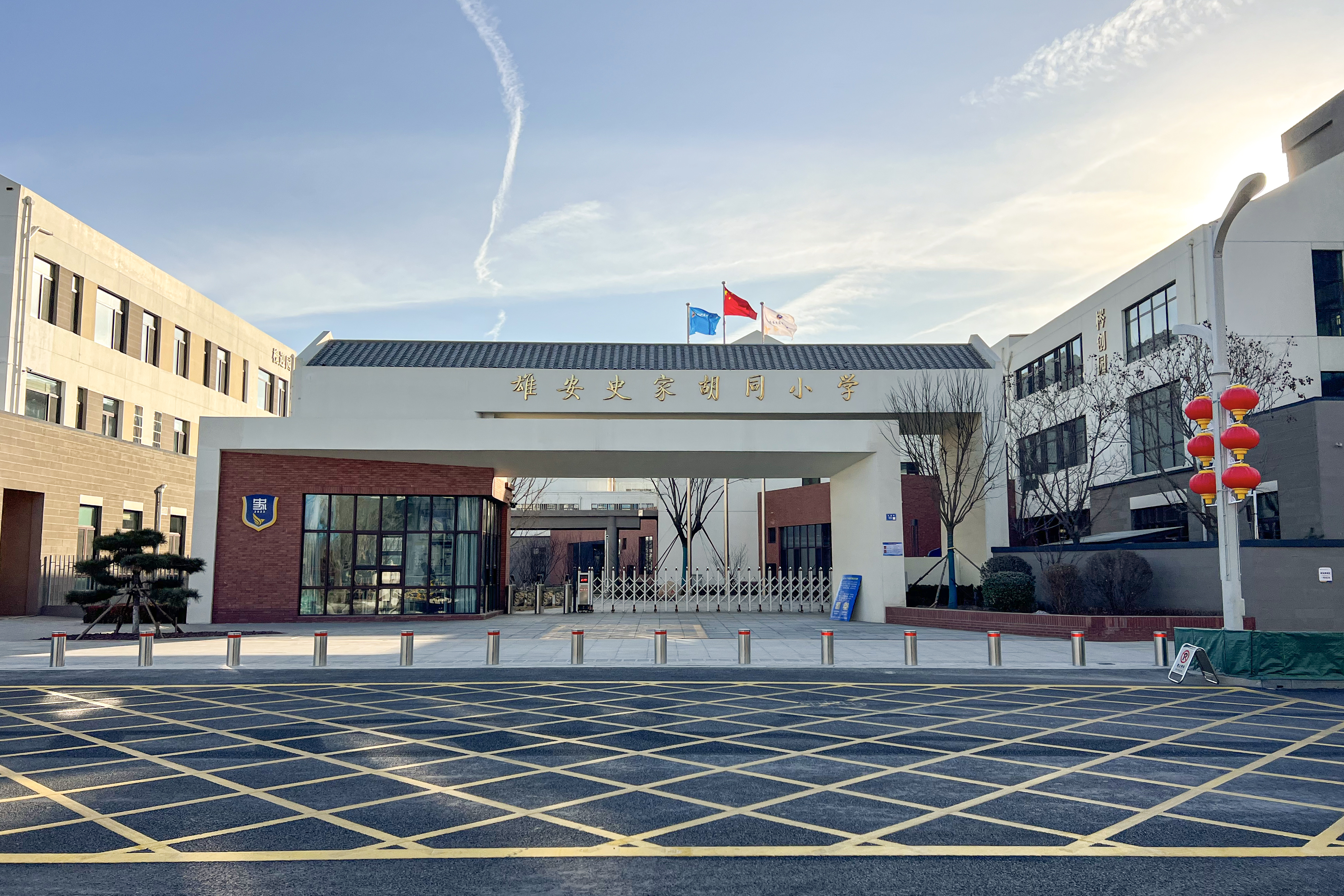
雄安史家胡同小学

## 知名校友
- 吳所懼
- 確吉傑布
- 榮明傑
- 榮明方
- 李紫丹
- 洪晃
- 俞正聲 (從北京八一學校轉入)
- 陶洛誦，作家，與Juliana Yam、俞慧聲和高濱濱是師大女附中同學